# موسيقى الماء

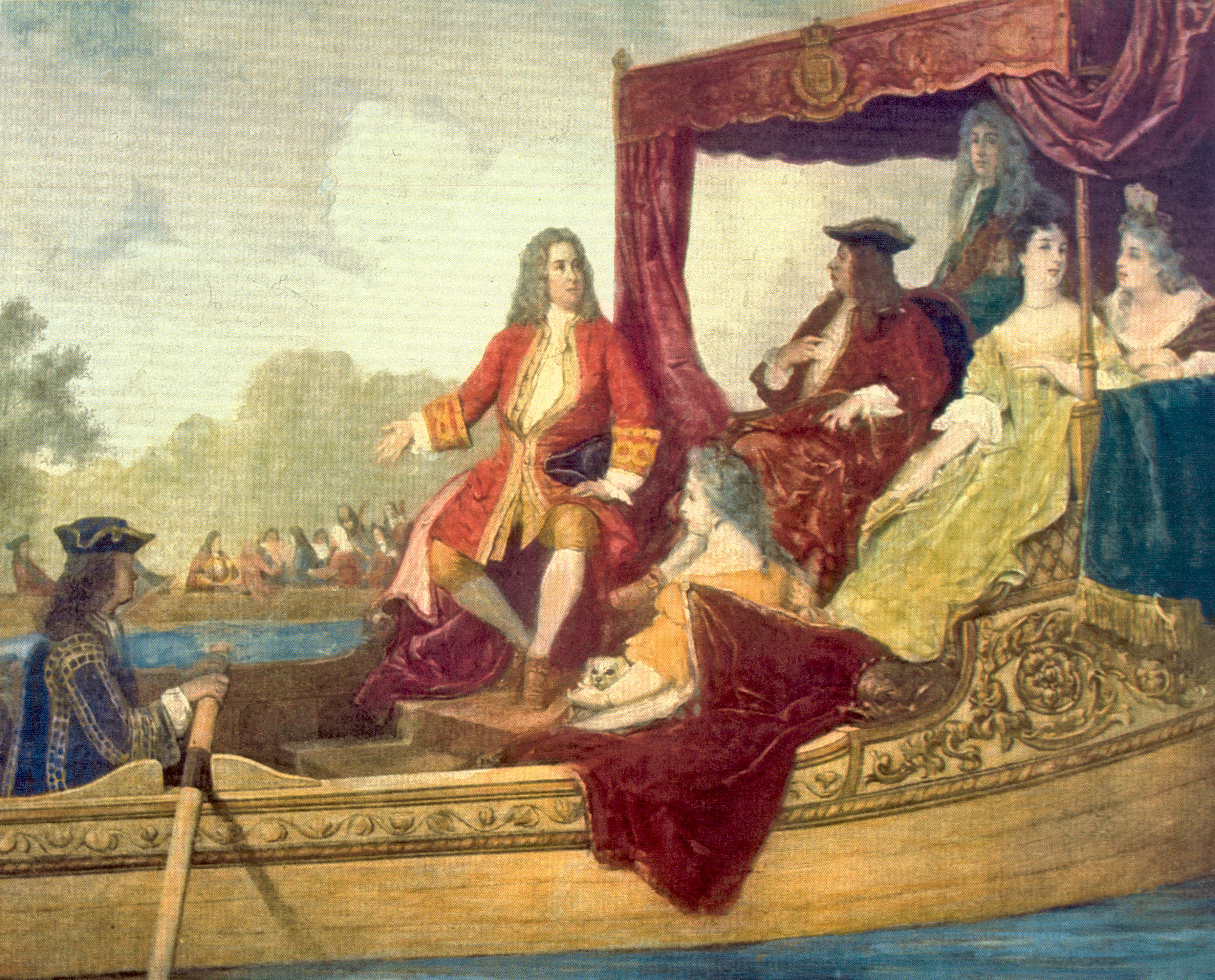
جورج فريدريك هاندل (يسار) والملك جورج الأول على نهر التيمز، في 17 يوليو 1717. اللوحة لكونراد جان همان إدوارد (1819-1888).

موسيقى الماء هي عبارة عن مجموعة من حركات أوركسترا، ألّفها جورج فريدريك هاندل. عرضها لأول مرة في 17 يوليو 1717 أمام الملك جورج الأول، بعد أن طلب هذا الأخير إقامة حفل موسيقي على نهر التيمز. نفّذ العزف 50 موسيقي وهم يعزفون على متن زورق بالقرب من المركب الملكي.

## موسيقى الماء على التيمز
جرت العادة في لندن القرن الثامن عشر، على أن تُقام في أمسيات معينة، حفلات ترفيه وموسيقى يحضرها الملك بنفسه. وحدث في عام 1717، بعد أن بدأ الملك جورج الأول جولته على مركب، وكان طلب من هاندل أن يضع موسيقى مصاحبة للمناسبة، فكتب ذلك العمل الذي أطلق عليه اسم «موسيقى الماء» بسبب عزفه على نهر التيمز .

### التحضير
كتب هاندل «موسيقى الماء» وهو في الثانية والثلاثين من عمره، وانتهى لتوّه من قلقه الذي كان استبد به قبل عامين أو ثلاثة، إذ توفيت الملكة آن التي كانت دعته إلى انكلترا وسهّلت له عيشه وعمله هناك ليحل محلها الملك جورج الأول، الذي كان هاندل يستخف به حين كان لا يزال ناخباً، ما جعل هاندل يخشى على مصيره. غير أن الملك الجديد عامله بأحسن مما كانت تعامله الملكة آن وأبقاه في لندن وفي البلاط، وإذ أراد هاندل أن يرد الجميل، كتب «موسيقى الماء» تحية للملكة فأعجبت الملك أمام دهشة هاندل نفسه.
عُزفت على متن زورق بالقرب من المركب الملكي، واستمعها مع الأصدقاء المقربين. ما إن استمع الملك إلى ذلك العمل للمرة الأولى حتى دهش جاحظاً عينيه وأذنيه، ثم طلب أن يعاد عزفه مرة ثانية ثم ثالثة.

## نقد العمل
موسيقى الماء يعتبر واحداً من الأعمال الأساسية التي كتبها للندن وبوحي منها. لكنه في المقابل حين اراد ان يكرم إرلندا التي استقبلته بترحاب لاحقاً، اهداها اوراتوريو «المسيح»، ذلك العمل الخالد، الذي حسبنا ان نقارنه بـ «موسيقى الماء» حتى ندرك مكر هاندل وموقفه الحقيقي. إذ، مهما كان من شأن شهرة «موسيقى الماء» وانتشارها، فإنها في كل الحسابات التقويمية، عمل خفيف و«ديماغوجي» كتب اصلاً لكي ينال اعجاباً فورياً ولو على حساب قيمة مؤلفه الابداعية.
لم يبذل جهداً استلهامياً كبيراً حتى يؤلف هذا العمل، كل ما في الامر انه زرع فيه رهافة حسه الموسيقي، من دون أن يغيب عن باله ان العمل يجب أن يستجيب، من دون صعوبات أو تعقيدات، ذوق مجتمع ارستقراطي يريد ان تمتعه الموسيقى شرط ان تكون موسيقى مرحة وبسيطة. وهذه المعادلة التي كان هاندل يعرفها جيداً، كانت هي تحديداً ما املى عليه ذلك الموقف الذي عبر عنه امام غلوك:
| موسيقى الماء | «المثال الأعلى الموسيقي الإنكليزي، القاسي والميكانيكي، لا يتجاوز مطلقاً الصخب الذي يحدثه الضارب على الطبل». | موسيقى الماء |

مع هذا، على رغم استخفاف هاندل بالأمر، عاشت «موسيقى الماء» طويلاً وأحبها الجمهور كثيراً على مجرى الزمن، وتبدو اليوم، إذ يلف النسيان أعمالاً كثيرة أخرى لهاندل، المعادل الموضوعي لموسيقى اوراتوريو «المسيح»: عمل هادئ خفيف للتسلية وللذوق البسيط، وعمل آخر معقد وإعجازي كتب لذوق أكثر تركيبية وتذوقاً للموسيقى الصعبة.

## اقرأ أيضاً
- موسيقى الألعاب النارية الملكية